# Camilla sabroskyi
Camilla sabroskyi is een vliegensoort uit de familie van de Camillidae. De wetenschappelijke naam van de soort is voor het eerst geldig gepubliceerd in 1982 door Papp.